# 88 Fingers Louie
88 Fingers Louie is een Amerikaanse punkband uit Chicago, Illinois, gevormd in 1993. Ze spelen een combinatie van punkrock en melodieuze hardcore. Nadat de band voor het eerst uit elkaar ging in 1999, vormden gitarist Dan Wleklinski en basgitarist Joe Principe de melodische punkband Rise Against. De band kwam in 2009 weer bij elkaar en speelden ook enkele shows. Het twintig jarige bestaan van de band werd gevierd in 2013, met enkele reünieshows.

## Biografie
88 Fingers Louie werd opgericht in 1993 in Chicago, Illinois door zanger Denis Buckley, gitarist Mr. Precision (Dan Wleklinski), bassist Joe Principe en drummer Dom Vallone. In hetzelfde jaar bracht de band hun eerste 7" plaat op hun eigen label genaamd "Go Deaf Records", en tekenden al snel bij Fat Wreck Chords, dat toentertijd net opgericht was. De band liet hier nog twee ep's uitgeven; Go Away en Wanted. Na het verschijnen van verschillende split- en compilatiealbums in 1994 bracht de band een 10" ep uit getiteld Totin' 40's and Fuckin' Shit Up in 1995. Drummer Dom Vallone verliet de band kort daarna. Hij werd vervangen door Glenn Porter. Op 12 september 1995 werd het debuutalbum uitgegeven op Hopeless Records.

## Leden
- Denis Buckley - zang (1993-1996, 1998-1999, 2009-2010, 2013-heden)
- Dan "Mr. Precision" Wleklinski - gitaar, zang (1993-1996, 1998-1999, 2009-2010, 2013-heden)
- John Carroll - drums, zang (1998-1999, 2009-2010, 2013-heden)
- Nat Wright - basgitaar (2013-heden)

Ex-leden
- Joe Principe - basgitaar, zang (1993-1996, 1998-1999)
- Dominic "Dom" Vallone - drums (1993-1995)
- Glenn Porter - drums, zang (1995-1996)
- John Contreras - basgitaar (2009-2010)

## Discografie
Studioalbums
- Behind Bars (1995)
- 88 Fingers Up Your Ass (1997)
- Back On the Streets (1998)
- Thank You for Being a Friend (2017)

Andere albums
- Happy Anniversary (1993)
- Go Away (1993)
- Wanted (1993)
- Totin' 40's and Fuckin' Shit Up (1995)
- Chicago vs. Amsterdam (1996)
- The Dom Years (1997)
- The Teacher Gets It (1997)
- 88 Fingers Louie/Kid Dynamite (1999)
- Lives (2009)

Videoclips
- "I've Won" (1999)